# Ramziddin Sayidov
Ramziddin Sayidov (14 de abril de 1982) es un deportista uzbeko que compitió en judo. Ganó tres medallas en los Juegos Asiáticos entre los años 2006 y 2014, y cuatro medallas en el Campeonato Asiático de Judo entre los años 2004 y 2016.

## Palmarés internacional
| Juegos Asiáticos    | Juegos Asiáticos        | Juegos Asiáticos  | Juegos Asiáticos |
| Año                 | Lugar                   | Medalla           | Categoría        |
| ------------------- | ----------------------- | ----------------- | ---------------- |
| 2006                | Doha (Catar)            | Medalla de bronce | –90 kg           |
| 2010                | Cantón (China)          | Medalla de bronce | –100 kg          |
| 2014                | Incheon (Corea del Sur) | Medalla de bronce | –100 kg          |
| Campeonato Asiático |                         |                   |                  |
| Año                 | Lugar                   | Medalla           | Categoría        |
| 2004                | Almatý ( Kazajistán)    | Medalla de oro    | –81 kg           |
| 2011                | Abu Dabi (EAU)          | Medalla de oro    | –100 kg          |
| 2012                | Taskent (Uzbekistán)    | Medalla de oro    | –100 kg          |
| 2016                | Taskent (Uzbekistán)    | Medalla de bronce | –100 kg          |